# Slatina (Moravia-Slesia)
Slatina (in tedesco Schlatten) è un comune della Repubblica Ceca facente parte del distretto di Nový Jičín, nella regione della Moravia-Slesia.